# Милован Мића Стојановић
Милован Мића Стојановић (Гружа, 1935) српски је кувар и професор кулинарства. Стојановић је био двоструки светски шампион у кувању. Заслужан је за настанак многих специјалитета српске кухиње, као и за то да се српска јела нађу у светским лексиконима. Једно од најпознатијих јела која је креирао овај кувар је Карађорђева шницла, јело које се данас налази на јеловницима многих ресторана широм света.

## Биографија
Милован - Мића Стојановић рођен је у селу крај Груже 1935. године. Током Другог светског рата, 1941. године, родитељи су му стрељани, па је одрастао као ратно сироче. После рата је смештен у дом за децу без родитеља у Крагујевцу, а затим као средњошколац прелази у дом „Ђура Ђаковић” у Београду, где је завршио средњу угоститељску школу, а затим и вишу, мајсторску школу, где је изучио куварски занат. По изученом занату био је један од 11 младих кувара из прве послератне генерације који су упућени на даље школовање у Брисел и Амстердам. Потом су уследили ангажмани у ресторанима у Швајцарској и Аустрији. Током каријере био је на пракси и у чувеном њујоршком хотелу „Империјал”. Занимљивост је да је док је био на пракси у хотелу „Империјал”, био смештен у истој соби у којој је својевремено боравио Никола Тесла. Захваљујући свом боравку и раду у том хотелу био је у прилици да сазна пуно о Теслином животу и навикама, посебно оним гастрономским, у чему му је помогао и један српски сликар.
По повратку у земљу, распоређен је у Врњачку Бању, а затим у Нови Сад, Суботицу, Бор, Зајечар... Био је, између осталог, шеф кухиње у београдском хотелу „Интерконтинентал” и ресторану „Голф”, где је и настала чувена Карађорђева шницла и. Као кувар радио је и у Савезном извршном већу, а од 1956. је био главни кувар Јосипа Броза Тита, све до његове смрти 1980. године. После Титове смрти био је професор у средњој и вишој угоститељској школи. По завршетку предавачке каријере отворио је ресторан „Мићина домаћа кујна” у Земуну. Занат и умеће пренео је на сина Милана, који данас води овај ресторан.
Милован Стојановић написао је неколико књига о кулинарству и збирки рецепата. Кувар „Најбоља јела Србије” написао је заједно са сином Миланом, који је наследио његов занат.

## Кулинарски домети
Професор кулинарства Милован Стојановић у својој кулинарској каријери осмислио је више од стотину оригиналних рецепата, а многе од њих је и патентирао. Своје рецепте објавио је и у књигама. Скоро сва Мићина јела уврштена су у стручне, кулинарске уџбенике и налазе се не само у јеловницима ресторана у Србији него и у свету.
Када је започео своју куварску каријеру у светским лексиконима било је само неколико српских, односно тадашњих југословенских јела: сарма, подварак, попара, ђувеч и гибаница. Тада је дошао на идеју да осмисли оригиналне рецепте и да им српска имена. Његови оригинални рецепти су, по именима, посвећена српским крајевима и познатим личностима, чиме је промовисао гастрономске обичаје и културу српског народа.
Нека од његових оригиналних јела су:
- Карађорђева шницла
- Теслина телетина[б]
- Пупинови медаљони
- Титово јело
- његушки стек
- медаљони Ањели
- гружанска кромпир-чорба
- смедеревско ђуле
- војвођански каре
- медаљоне мумало
- мишарски стек
- опленачке палачинке
- калуђерске сарме
- смуђ Кладово
- рудничка гибаница
- медаљони Добра Рада, које је назвао по својој супрузи

Милован Стојановић двоструки је светски шампион у кувању. Има завидну каријеру дугу 50 година, а јела је припремао многим познатим личностима, међу којима су: Тито, Черчил, Гадафи, Елизабет Тејлор, Софија Лорен, Рокфелер и други.

## Дела
- Кулинарство (Београд, 1977)
- Кулинарство и вештине кулинара (Београд, 1981)[6]
- Како сам (с)кувао историју : од Карађорђа до Тита (Београд, 2014)
- Најбоља јела Србије: традиционална јела из кухиње творца Карађорђеве шницле (Београд, 2017)
- Велики српски кувар (Београд, 2021)[7]